# Trattore a cingoli

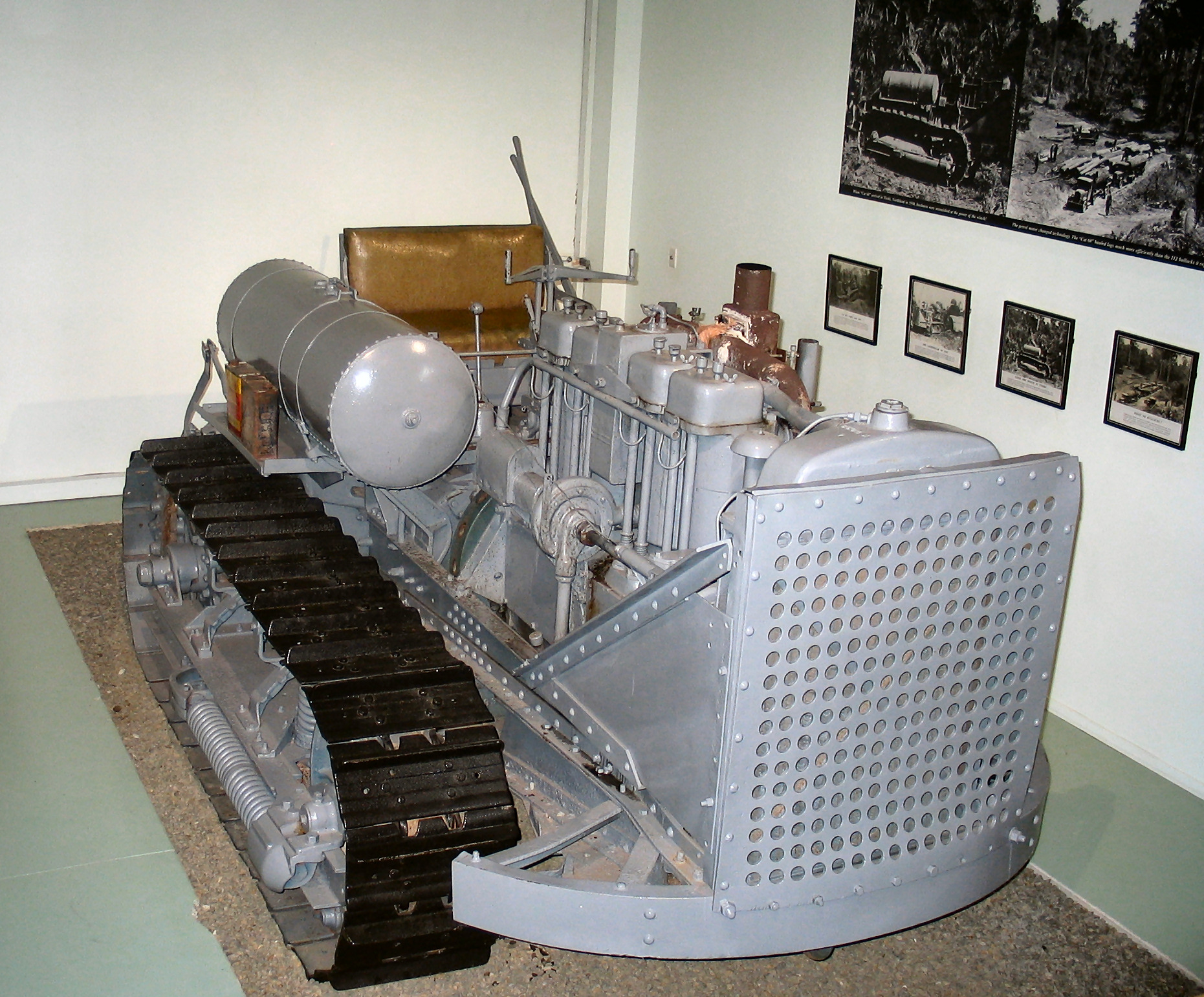
Trattore Caterpillar del 1929

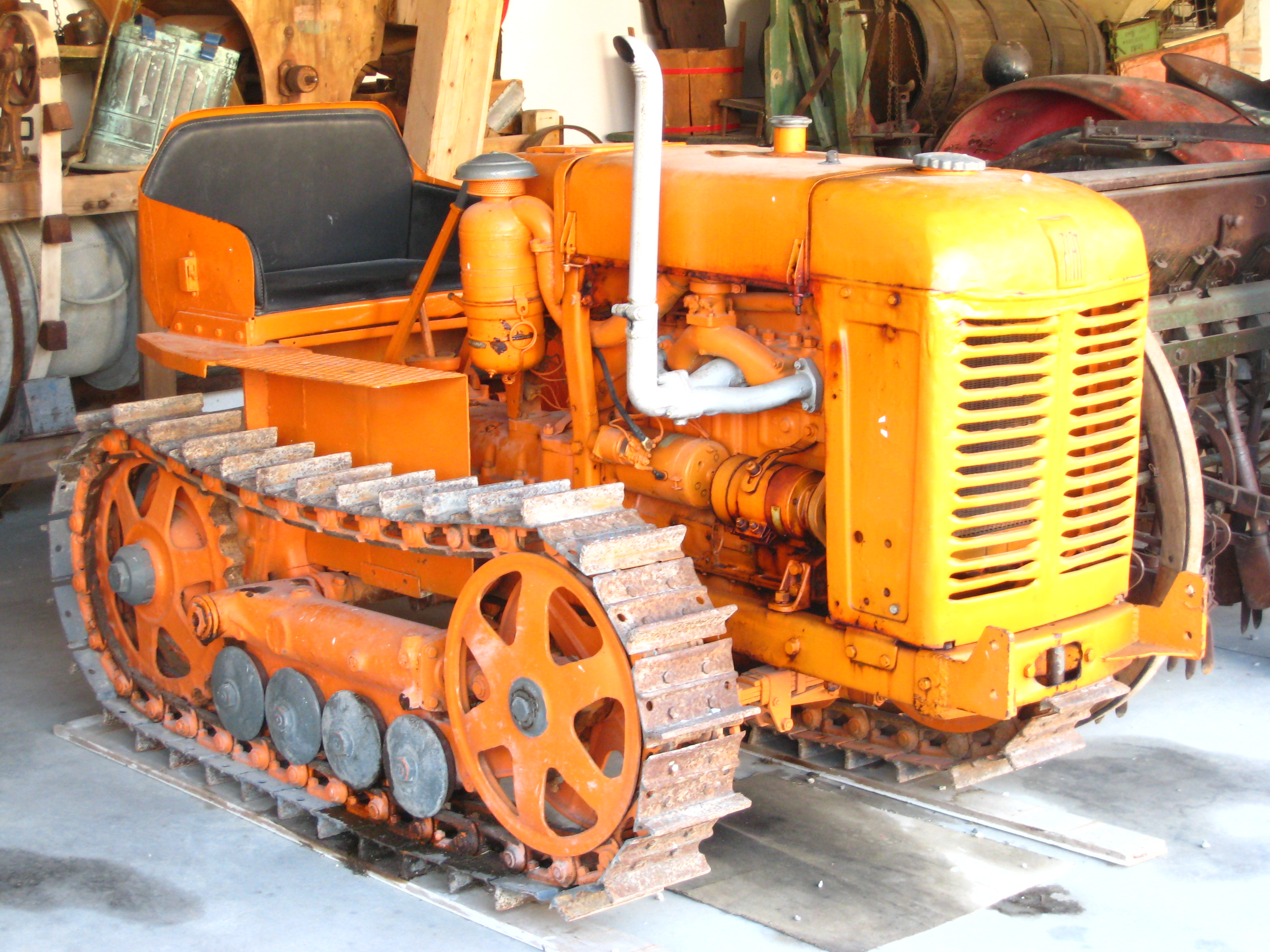
Trattore Fiat con cingoli in acciaio

Il trattore a cingoli o trattore cingolato è un tipo specifico di trattore agricolo che al posto delle consuete quattro ruote ha un paio di larghi cingoli che possono essere d'acciaio o di gomma a seconda dei modelli.
Il trattore a cingoli viene spesso preferito al modello gommato nella lavorazione dei terreni più ripidi e più umidi poiché grazie al peso e alla presenza stessa dei cingoli è più stabile e consente maggiore affidabilità e manovrabilità in condizioni estreme, infatti viene utilizzato soprattutto in montagna o in zone paludose. Questo tipo di mezzo viene generalmente usato nelle fasi di lavorazione del terreno: erpicatura, semina, fresatura.
È molto pratico in questo tipo di lavori poiché consente di lavorare il terreno senza un eccessivo calpestio, cosa che potrebbe avvenire invece con un mezzo gommato, permettendo anche una maggiore forza di trazione. Viceversa, la sua scarsa velocità (limitata secondo il codice della strada a 15 km/h) e la difficoltà di spostarsi su strada, lo rendono inadatto agli altri lavori di campagna. Il cingolato assicura un'ottima galleggiabilità e manovrabilità. Su strade normali di solito vengono trasportati con gli autocarri.

## Storia
Nel 1904 in America venne collaudato il primo trattore a cingoli, fu un grande successo. Inizialmente si ponevano dei cingoli in metallo su ruote gommate. Nel 1931 è stato costruito il cingolo sigillato e lubrificato in acciaio e gomma il quale sostituì le quattro ruote.
In Italia questo tipo di trattore è stato oggetto di grande attenzione da parte dei costruttori, soprattutto da Fiat Trattori mentre nel resto del mondo esso è stato considerato una macchina specialistica il cui uso fosse legato a condizioni del suolo particolarmente sfavorevoli.
Il primo trattore a cingoli europeo è stato realizzato dalla Fiat Trattori nel 1932 con il modello 700C, nato da una grande intuizione della Fiat favorevole alle campagne che circondano la nuova sede di Modena. A questo trattore succedono altri numerosi modelli consacrando la Fiat primo produttore mondiale di trattori a cingoli, che mantiene anche oggi anche se venduti come New Holland.
Nel 1939 sempre la Fiat Trattori porta sui trattori cingolati la possibilità di far muovere il trattore con diversi carburanti (petrolio, gasolio, alcol, benzina, metano e gasogeno) con il modello Fiat 40 Boghetto.

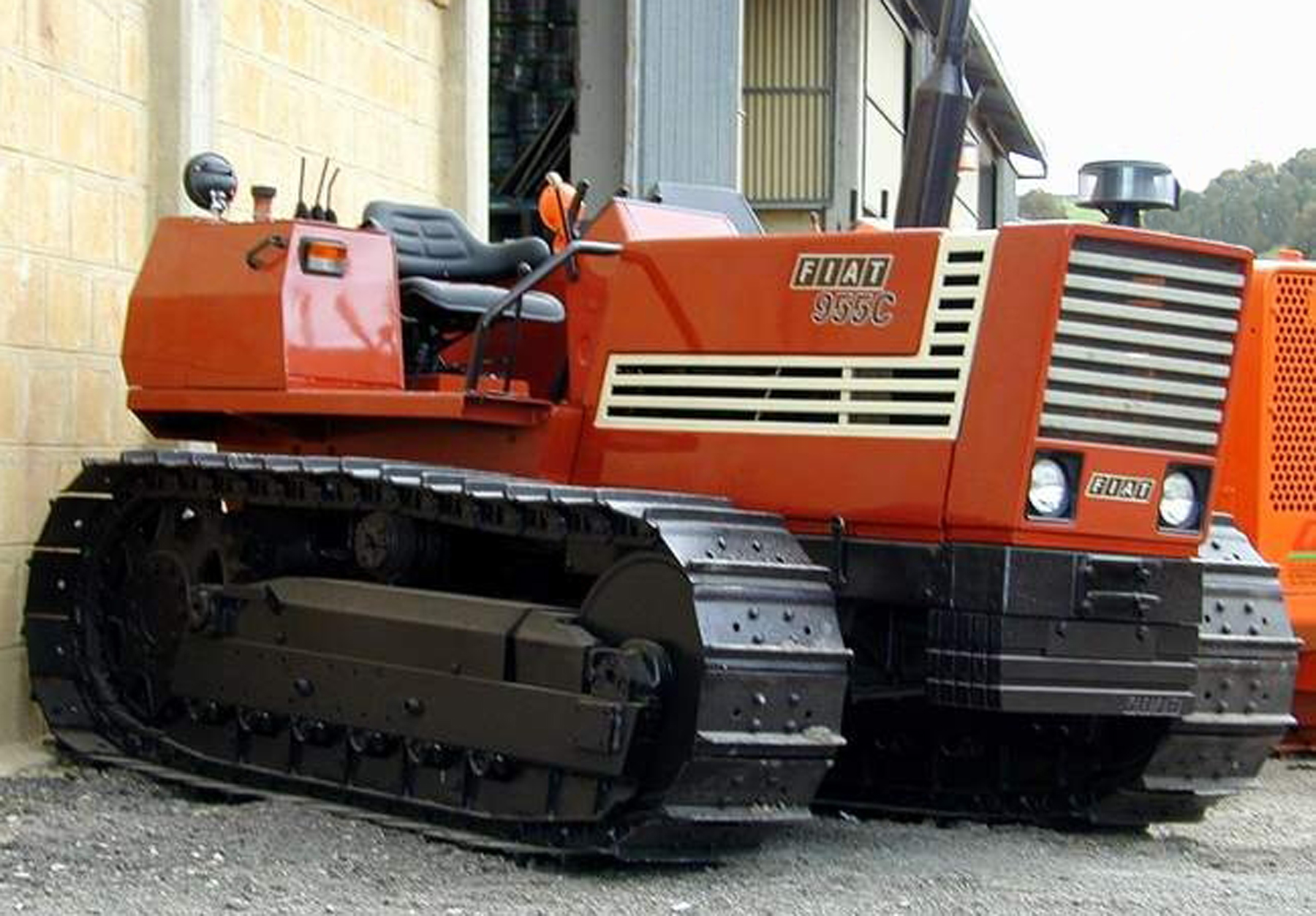
Trattore cingolato Fiat 955C

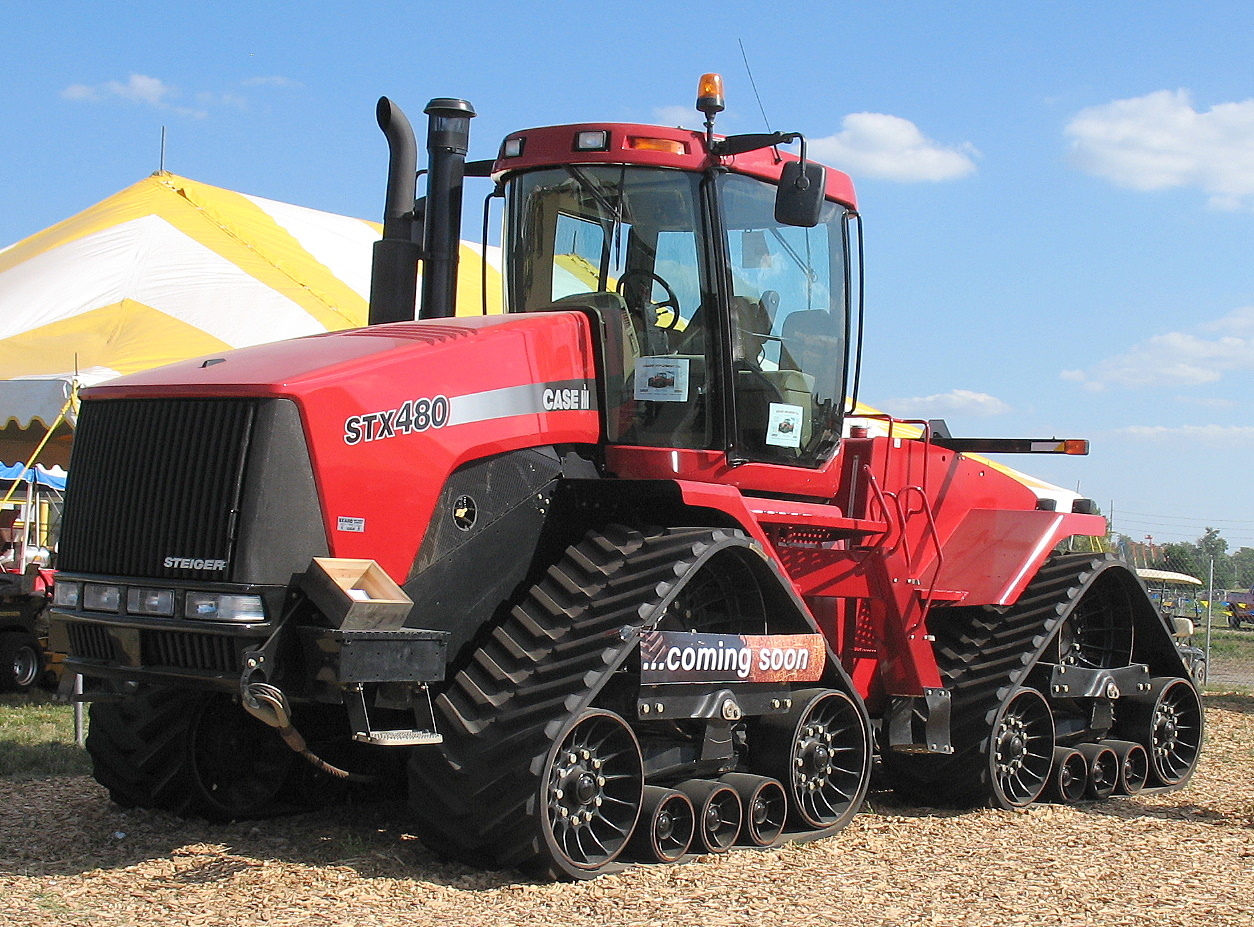
Case STX480 Steiger

## Caratteristiche
Il sistema Cingolato si costituisce di: un "carrello portacingolo" che comprende la ruota posteriore (motrice) e la ruota anteriore (di rinvio o tendicingolo), i "rulli portanti" che permettono di scaricare uniformemente il peso del trattore sul terreno, i rulli sostenitori che guidano e sostengono il cingolo nella parte superiore, e il telaio di struttura che collega e aggancia il tutto.
Oggi tutti i principali produttori di trattori hanno in catalogo numerose gamme di trattori cingolati con diverse potenze.

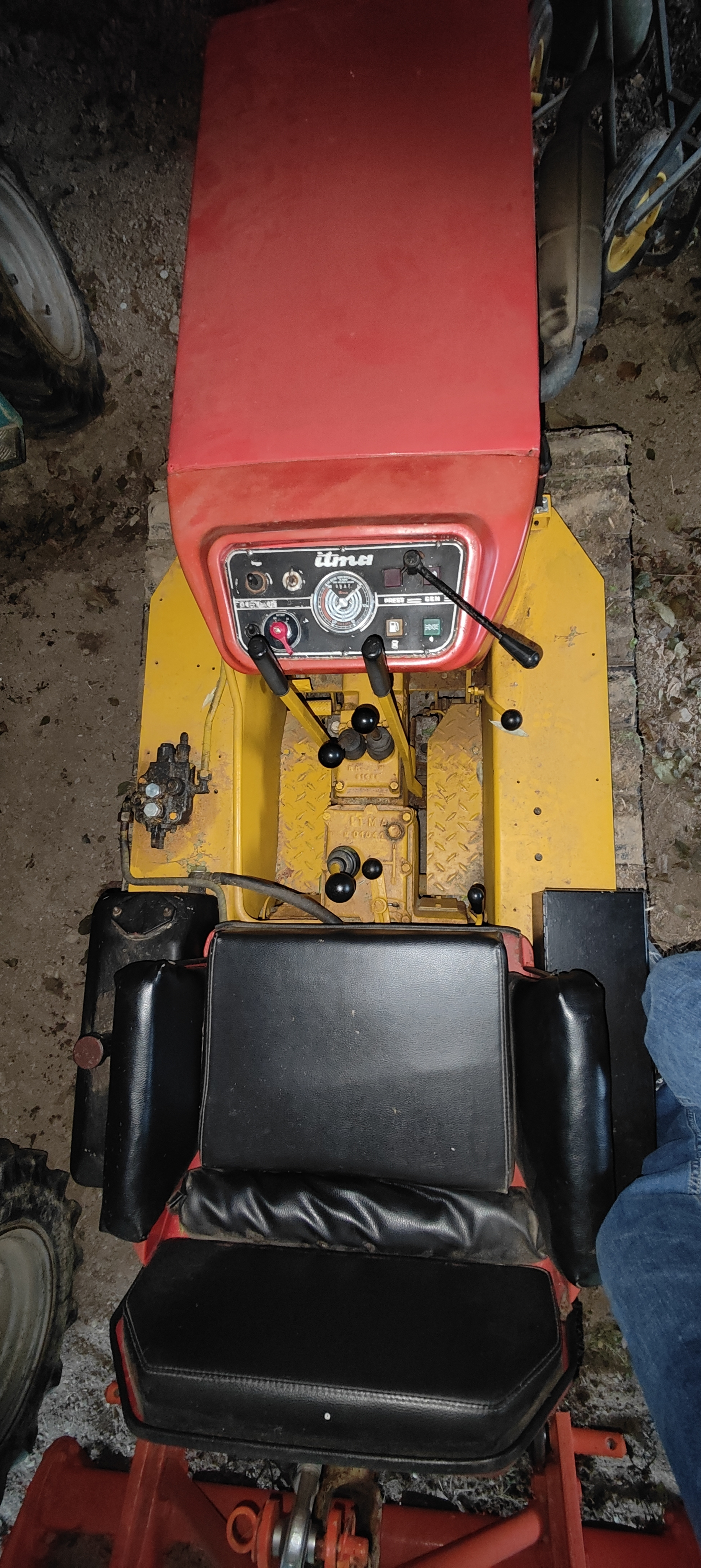
Particolare della strumentazione del trattore a cingoli (con motore VM) ITMA A35 N del 1988, ditta fondata nel 1959, collaborava inizialmente per Carraro, dal 1990 venne ceduta alla Goldoni

Esistono diversi tipi di trattori cingolati: cingolati gommati, con semicingoli e con ruote in metallo.

### Trattori con cingoli gommati
Oggi il mercato offre trattrici che montano cingoli in gomma, esse hanno riscosso un notevole successo in quanto questi sono molto più veloci (circa 40 km/h), quindi possono circolare su strade normali. I principali produttori di questi trattori sono Challenger, John Deere e Case IH.

### Trattori con semicingoli
Sono trattori normali alle cui ruote posteriori, quelle di trazione, vengono applicati particolari dispositivi che hanno lo scopo di aumentare la superficie d'appoggio, col vantaggio essenziale di ridurre la compattazione del suolo ed aumentare il galleggiamento, e solo in misura minore di migliorare lo sforzo di trazione (a meno di incrementi nella zavorratura del mezzo). Cingoli di questo tipo vengono utilizzati sia su trattori che su mietitrebbie, soprattutto quando si devono raccogliere prodotti su terreni cedevoli, come ad esempio in risaia o comunque su suolo bagnato.

### Trattori con ruote in metallo o gabbie
Similmente ai trattori con semicingoli non sono macchine che assicurano aderenza e forza di trazione particolarmente superiori alla norma, ma particolarmente indicate in zone acquitrinose come le risaie per migliorare il galleggiamento e ridurre la compattazione del suolo. Negli ultimi anni le gabbie vengono sempre più sostituite con ruote larghe o con ruote gemellate, o con pneumatici a bassa pressione che per loro natura si deformano aumentando la superficie di contatto col suolo. Particolari ruote metalliche vengono utilizzate in risaie o su suoli con stratificazione particolare, ove il peso del mezzo e la sua forza di trazione debba essere scaricata non sulla superficie esposta del suolo, ma su uno "zoccolo" più compatto esistente in profondità: tali ruote penetrano normalmente nel suolo per svariate decine di centimetri durante l'avanzamento.

## Produttori di trattori cingolati in metallo
- Deutz-Fahr
- Lamborghini Trattori
- Landini (azienda)
- New Holland Agriculture
- Same
- Massey Ferguson
- McCormick

## Produttori di trattori cingolati in gomma
- Case IH
- Caterpillar
- Claas
- Challenger
- John Deere
- New Holland Agriculture